# Guimba
Guimba é um município de  primeira classe de renda municipal (d) na província Nova Ecija, nas Filipinas. De acordo com o censo de 1 de maio  de  2020 possui uma população de 127 653 pessoas e 31 574 domicílios.